# Lijst van stichtende clubs van de Duitse voetbalbond
De Deutscher Fußball-Bund (DFB) werd op 28 januari 1900 in Leipzig opgericht. Er wordt meestal gezegd dat 86 voetbalclubs medeoprichters waren maar dit aantal is niet zeker.
Van de onderstaande clubs wordt aangenomen dat ze bij de oprichting waren.
1. Altonaer FC von 1893
2. FC Eintracht Altona
3. Ascherslebener SC 1898
4. Akademischer BC 1897 Charlottenburg
5. Akademischer SC 1893 Berlin
6. BTuFC Alemannia 90
7. Berliner FC 1893
8. BTuFC Britannia 1892
9. BFC Burgund 1896 Berlin
10. BFC Concordia 1895 Berlin
11. BFuCC Deutschland Berlin
12. BSC Favorit 1896 Berlin
13. BFC Fortuna 1894
14. BFC Frankfurt 1885
15. Friedenau SC Excelsior Berlin
16. BFC Germania 1888
17. BFC Hertha 1892 Berlin
18. BFC Columbia 1896 Berlin
19. Berliner Sport-Club Komet
20. BFC Phönix Berlin
21. BFC Preussen 1894 Berlin
22. BFuCC Rapide 1893 Berlin
23. BFC Stern 1889 Berlin
24. BFC Tasmania 1890 Berlin
25. BTuFC Toscana Berlin
26. BTuFC Union 1892 Berlin
27. BTuFC Viktoria 1889 Berlin
28. BFC Vorwärts 1890 Berlin
29. 1. Bockenheimer FC 1899
30. FC Brunsviga 1896 Braunschweig
31. FuCC Eintracht 1895 Braunschweig
32. FC Germania Braunschweig
33. ASC 1898 Bremen
34. Bremer SC 1891
35. Club SuS 1896 Bremen
36. FV Germania 1899 Bremen
37. SC Hansa 1898 Bremen
38. KSV Simson Bremen
39. FV Werder 1899 Bremen
40. FC Bremerhaven-Lehe
41. SV Blitz 1897 Breslau
42. Britannia Chemnitz
43. Dresdner FC 1893
44. Dresdner SC 1898
45. SC Erfurt 1895
46. Frankfurter FC 1899
47. Frankfurter FC Germania 1894
48. Frankfurter FC Victoria 1899
49. Freiburger FC 1897
50. Hallescher FC 1896
51. Hamburger FC 1888
52. SC Germania 1887 Hamburg
53. FC Hammonia 1896 Hamburg
54. FC St. Georg 1895 Hamburg
55. FC Victoria 1895 Hamburg
56. FC Association 1893 Hamburg
57. 1. Hanauer FC 1893
58. Hanauer FG 1899
59. FC Viktoria 1894 Hanau
60. Deutscher FV 1878 Hannover
61. Karlsruher FV 1891
62. Phönix 1894 Karlsruhe
63. Karlsruher FC Südstadt
64. Leipziger BC 1893
65. FC Lipsia 1893 Leipzig
66. FC Olympia 1896 Leipzig
67. VfB Sportbrüder 1893 Leipzig
68. FC Wacker 1895 Leipzig
69. FuCC Victoria 1896 Magdeburg
70. FuCC Cricket-Viktoria 1897 Magdeburg
71. Mannheimer FC Viktoria 1897
72. Mannheimer FG 1896
73. Mannheimer FG Union 1897
74. Mannheimer FG Germania 1897
75. Mannheimer FV 1898
76. Mittweidaer BC
77. FC Germania 1899 Mühlhausen
78. FC Bavaria 1899 München
79. 1. Münchner FC 1896
80. FC Nordstern 1896 München
81. SC Naumburg
82. VfB 1893 Pankow
83. 1. FC 1896 Pforzheim
84. Pforzheimer FC Frankonia
85. Deutscher FC 1892 Praag
86. Deutscher FC Germania 1898 Praag
87. Straßburger FV 1890